# Wilhelm von Hohenau

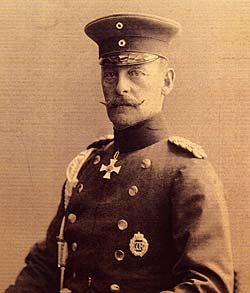
Generalleutnant Wilhelm Graf von Hohenau

Georg Albrecht Wilhelm Graf von Hohenau (* 25. April 1854 im Schloss Albrechtsberg bei Dresden; † 28. Oktober 1930 in Bad Flinsberg) war ein preußischer Generalleutnant im militärischen Gefolge von Kaiser Wilhelm II. Er war ein Vetter Kaiser Friedrichs III. und ein Onkel Wilhelms II.

## Leben

### Herkunft

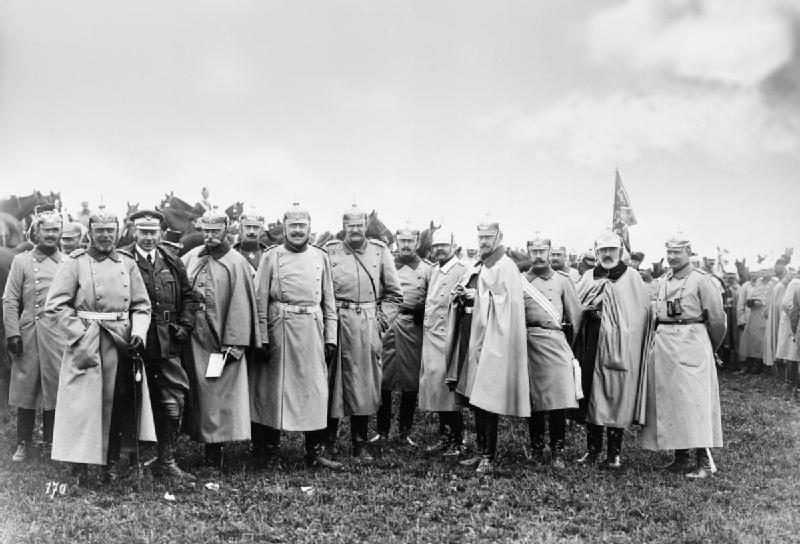
General Wilhelm Graf von Hohenau (1. Reihe vierter von rechts) im kaiserlichen Gefolge beim Kaisermanöver 1905

Wilhelm Graf von Hohenau war ein Sohn des Prinzen Albrecht von Preußen (1809–1872), des jüngsten Bruders von Kaiser Wilhelm I., König Friedrich Wilhelm IV. von Preußen und Zarin Alexandra Fjodorowna, aus dessen zweiter morganatischer Ehe mit Rosalie Gräfin von Hohenau, geborene von Rauch (1820–1879), der Tochter des preußischen Kriegsministers Gustav von Rauch und dessen zweiter Ehefrau Rosalie, geborene von Holtzendorff. Wegen der nichtstandesgemäßen Ehe des Vaters zählte Wilhelm nicht als Mitglied des Hauses Hohenzollern und hatte den Familiennamen seiner Mutter zu tragen.

### Militärischer Werdegang
Hohenau wurde – wie sein Vater Prinz Albrecht und sein jüngerer Bruder Friedrich Graf von Hohenau – Berufsoffizier in der Gardekavallerie. 1873 trat er als (Sekonde-)Leutnant in das 1. Garde-Dragoner-Regiment in Berlin ein. Als Premier- bzw. Oberleutnant wurde er 1881 dessen Regimentsadjutant. Seit 1882 diente er als  Adjutant der in Berlin stationierten Garde-Kavallerie-Division (ab 1883 im Rang eines Rittmeisters), um 1885 Major und Eskadronchef im Regiment der Gardes du Corps zu werden. 1896 wurde er Etatmäßiger Stabsoffizier der Gardes du Corps. Unter Beförderung zum Oberstleutnant kommandierte er von 1897 bis 1899 das Garde-Kürassier-Regiment.
Im Jahr 1899 ernannte Kaiser Wilhelm II. Hohenau zum gleichzeitigen Flügeladjutanten in dessen militärischem Gefolge. Im selben Jahr wechselte Graf Hohenau als Kommandeur zum Regiment der Gardes du Corps und wurde Oberst. 1902 bis 1904 übernahm er in Berlin – wie bereits sein Halbbruder Prinz Albrecht von Preußen im Jahr 1866 – das Kommando über die 1. Garde-Kavallerie-Brigade, was für ihn zugleich die Beförderung zum Generalmajor bedeutete. Mit Ernennung zum diensttuenden General à la suite des Kaisers in dessen militärischem Gefolge nahm Hohenau ab 1905 eine Spitzenstellung in der preußischen Armee ein. 1907 erfolgte seine Beförderung zum Generalleutnant.

### Harden-Eulenburg-Affäre
Graf Hohenau wurde dem Liebenberger Kreis zugerechnet und war 1907 in die Harden-Eulenburg-Affäre verstrickt. Der Kaiser ließ Hohenau im Mai 1907 fallen und aus seiner unmittelbaren Umgebung entfernen. Vom Vorwurf der Homosexualität 1908 mangels Beweisen freigesprochen, verlor Hohenau im selben Jahr nach Entscheidung eines militärischen Ehrengerichts wegen nicht erwiesener Unschuld seinen militärischen Rang und wurde aus dem Armeedienst entlassen.

### Schloss Albrechtsberg

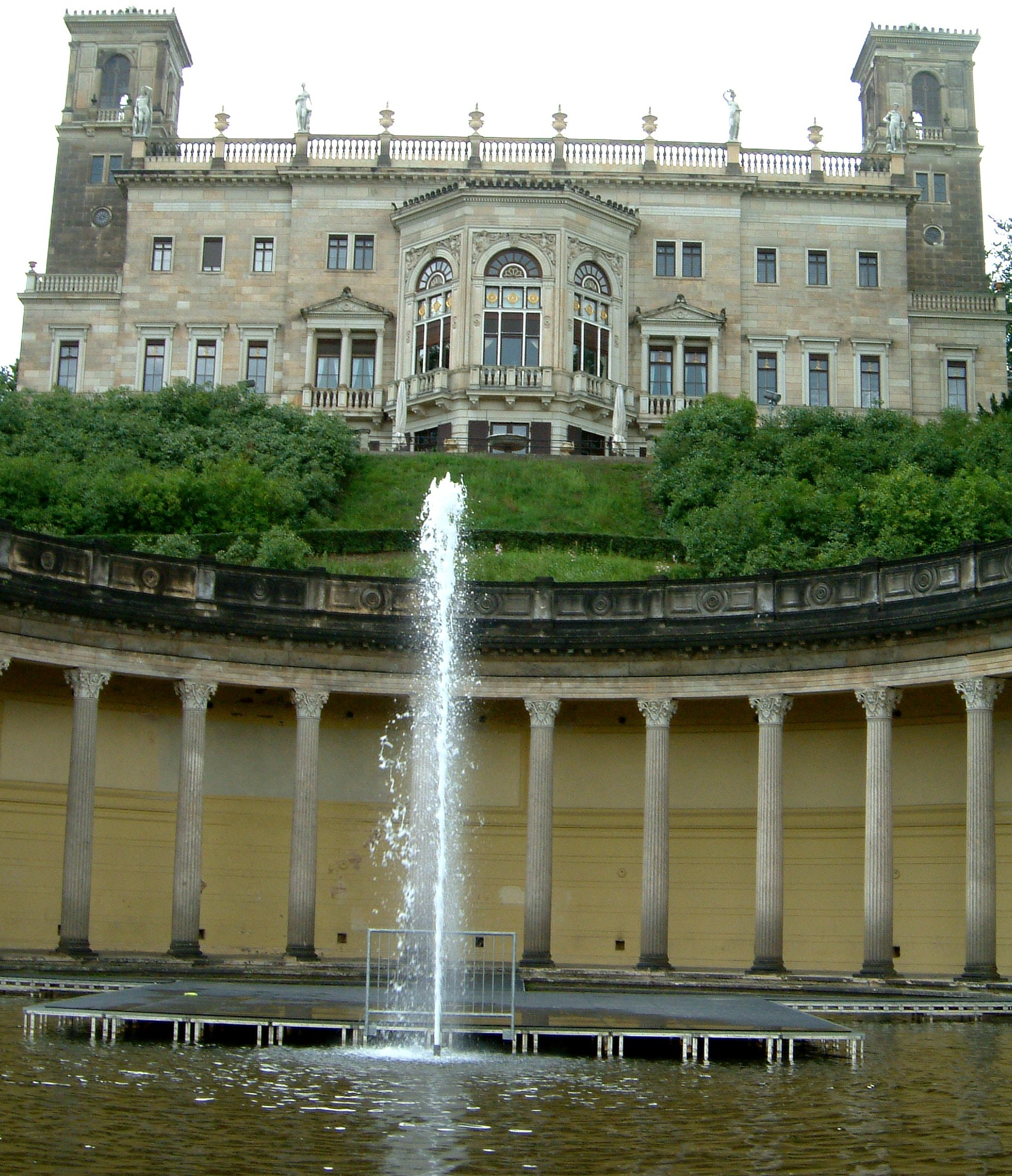
Schloss Albrechtsberg (Dresden) – Elbseite mit Römischem Bad

Nach dem Tod seines Bruders Friedrich 1914 bezog Hohenau das Schloss Albrechtsberg, das er zusammen mit dem Grundstück auf Grund von Spielschulden 1925 an die Stadt Dresden verkaufen musste. Er lebte danach unter ärmlichen Verhältnissen in der Bautzner Straße 98 in Dresden.
Hohenau starb am 28. Oktober 1930 in Bad Flinsberg. Er wurde an der Seite seiner Mutter und seines Bruders Friedrich auf dem Waldfriedhof Weißer Hirsch bestattet. Das Dresdner Familiengrab der Grafen Hohenau wurde 1968 aufgelöst.

## Nachkommen
Wilhelm Graf von Hohenau war zweimal verheiratet.
Seine erste Ehefrau Laura Freiin von Saurma von und zu der Jeltsch (1857–1884), Tochter des Reichstagsabgeordneten und Gutsbesitzers Arthur Graf von Saurma von und zur Jeltsch und seiner Ehefrau Laura geb. Gräfin Henckel Freiin von Donnersmarck, heiratete er am 10. Juli 1878 in Lorzendorf; mit ihr hatte er zwei Töchter und einen Sohn:
- Elisabeth (1879–1956)

⚭ 1897 Eberhard Graf von Matuschka (1870–1920), Besitzers des Gutes Gross-Neukirch, preußischer Rittmeister d.R. im Regiment der Gardes du Corps
- Marie Rosalie (1880–1966)
- Albrecht Arthur Friedrich Wilhelm (1882–1882)[8]

Seine zweite Ehe schloss er am 25. Oktober 1887 in Slawentzitz mit Margarete Prinzessin zu Hohenlohe-Öhringen (1865–1940), Tochter des Vizepräsidenten des Deutschen Reichstags, Generals der Infanterie, Präsidenten des Union-Klubs und Montanindustriellen Hugo Fürst zu Hohenlohe-Öhringen und seiner Ehefrau Pauline geb. Prinzessin zu Fürstenberg, mit der er folgende Kinder hatte:
- Maria Viktoria (1889–1934)

⚭ 1914 (gesch. 1923) Hans Karl Freiherr von Dörnberg (1875–1924), Majoratsherr auf Dittershausen, Major a. D.
- Friedrich Wilhelm (1890–1918), preußischer Oberleutnant im Kürassier-Regiment „von Driesen“ (Westfälisches) Nr. 4, gefallen

Graf Hohenaus gleichnamiger Neffe war der Reiter Wilhelm Graf von Hohenau (1884–1957), der bei den Olympischen Sommerspielen 1912 in Stockholm Bronzemedaillengewinner im Mannschafts-Springreiten wurde. Sein Neffe Friedrich Karl Graf von Hohenau (1895–1929) gewann 1921 die Deutsche Meisterschaft im Fünferbob mit der Mannschaft des Bob-Clubs Oberhof. Friedrich Karl Graf Hohenau war zugleich ein erfolgreicher Springreiter; er starb an den Folgen eines schweren Reitunfalls.